# Geosat
| Organização         | Marinha dos Estados Unidos                                           |
| Estado              | Inativo                                                              |
| Data do lançamento  | 12 de março de 1985                                                  |
| Lançado por         | Atlas                                                                |
| Local do lançamento | Base da Força Aérea de Vandenberg, Santa Bárbara, CA, Estados Unidos |
| Vida útil           | 5 anos                                                               |
| Finalidade          | Ciência Planetária e Física Espacial                                 |
| Massa               | 635.0 kg                                                             |
| Semieixo Maior      | 7146.2 km                                                            |
| Excentricidade      | 0.00398                                                              |
| Apogeu              | 814.0 km                                                             |
| Perigeu             | 757.0 km                                                             |
| Inclinação          | 108.1°                                                               |
| Período Orbital     | 100.6 minutos                                                        |
| NSSDC ID            | 1985-021A                                                            |

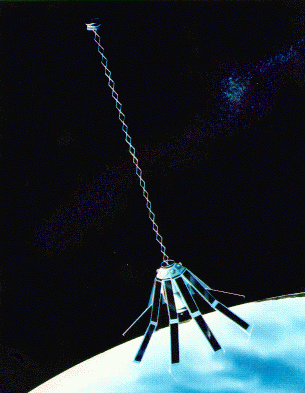
Concepção artística do Geosat.

O Geosat (acrónimo em inglês para: Geodetic Satellite) foi um satélite artificial da Marinha dos Estados Unidos lançado em 13 de março de 1985 por um foguete Atlas da Base Aérea de Vandenberg, Califórnia. Ele foi projetado para medir a altura da superfície do mar, com uma precisão de 5 cm por radar.
A missão consistia em duas partes: a primeira em um ano e meio, classificadas e fez para a Marinha, e uma segunda parte, chamada de ERM (Repeat Mission Exatas), que começou no dia 8 de novembro de 1986 e durou até janeiro 1990, quando ele deixou os dois gravadores a bordo do satélite cessou operações. Durante a segunda parte da missão foram coletados ao longo de três anos de dados de altimetria é disponibilizado para a comunidade científica.
O satélite era estabilizado por gradiente de gravidade.